# 阜成门内北街
39°55′23″N 116°21′09″E / 39.92313°N 116.35259°E
阜成门内北街是位于中国北京市西城区中部的一条街。

## 简介
阜成门内北街北起宫门口二条，南到阜成门内大街。因位于阜成门内大街北侧，1965年定名“阜成门内北街”。阜成门内北街北端正对北京鲁迅博物馆大门。